# Geprüfter Meister für Bahnverkehr
Beim geprüften Meister für Bahnverkehr (IHK) (auch Bachelor Professional für Bahnverkehr (IHK)) handelt es sich um einen Fortbildungsabschluss, der von der Industrie- und Handelskammer abgenommen wird.
Mit der bestandenen Prüfung zum Fortbildungsabschluss „Geprüfter Meister für Bahnverkehr – Bachelor Professional für Bahnverkehr (IHK)“ und „Geprüfte Meisterin für Bahnverkehr – Bachelor Professional für Bahnverkehr (IHK)“ wird die auf einen beruflichen Aufstieg abzielende Erweiterung der beruflichen Handlungsfähigkeit auf der zweiten beruflichen Fortbildungsstufe der höherqualifizierenden Berufsbildung nachgewiesen.
Der Abschluss entspricht der Stufe 6 des Deutschen Qualifikationsrahmens und ist damit gleichwertig mit einem Bachelor-Abschluss.

## Aufgaben

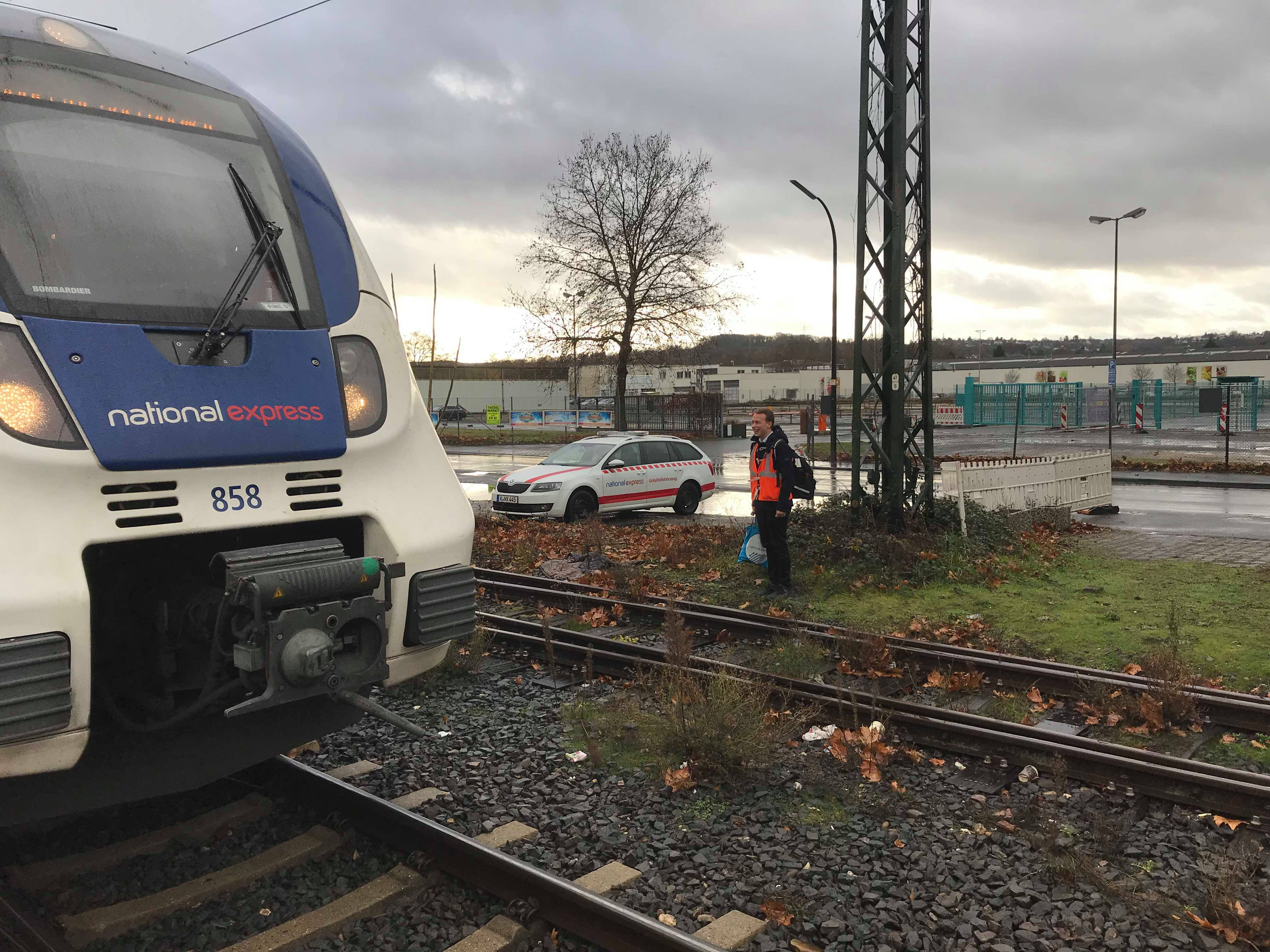
Ein Meister für Bahnverkehr im Einsatz als Notdienst EVU.

Die Aufgaben von Meistern für Bahnverkehr sind nicht auf einen bestimmten Tätigkeitsbereich der Eisenbahn beschränkt.
Meister für Bahnverkehr können typischerweise innerhalb von Eisenbahnverkehrsunternehmen (EVU) als
- Disponenten,
- Betriebsplaner,
- Betriebskontrolleure oder
- örtliche Betriebsleiter

eingesetzt werden.
Innerhalb von Eisenbahninfrastrukturunternehmen (EIU) können Meister für Bahnverkehr auch in die Planung und den Bau der Infrastruktur einbezogen werden.
Sie beraten damit meist die Führungskräfte des oberen Managements und setzen Vorgaben in Anweisungen für das operative bzw. betriebliche Personal um. Dazu benötigen sie tiefergehendes Fachwissen, für das die Ausbildung und Prüfungen zum Meister für Bahnverkehr lediglich Grundsteine legen.

## Prüfung
Die Prüfung wird von der Industrie- und Handelskammer (IHK) abgenommen, derzeit (2023) jedoch nur von den Kammern Frankfurt am Main, Leipzig und München.
Die Zwischenprüfung „Fachrichtungsübergreifende Basisqualifikationen“ wird dabei in der Regel halbjährlich und inhaltsgleich mit anderen Prüfungen für Industriemeister abgenommen. Die Abschlussprüfungen „Handlungsspezifische Qualifikationen“ finden in der Regel nur jährlich im Herbst statt.

### Zulassungsvoraussetzungen

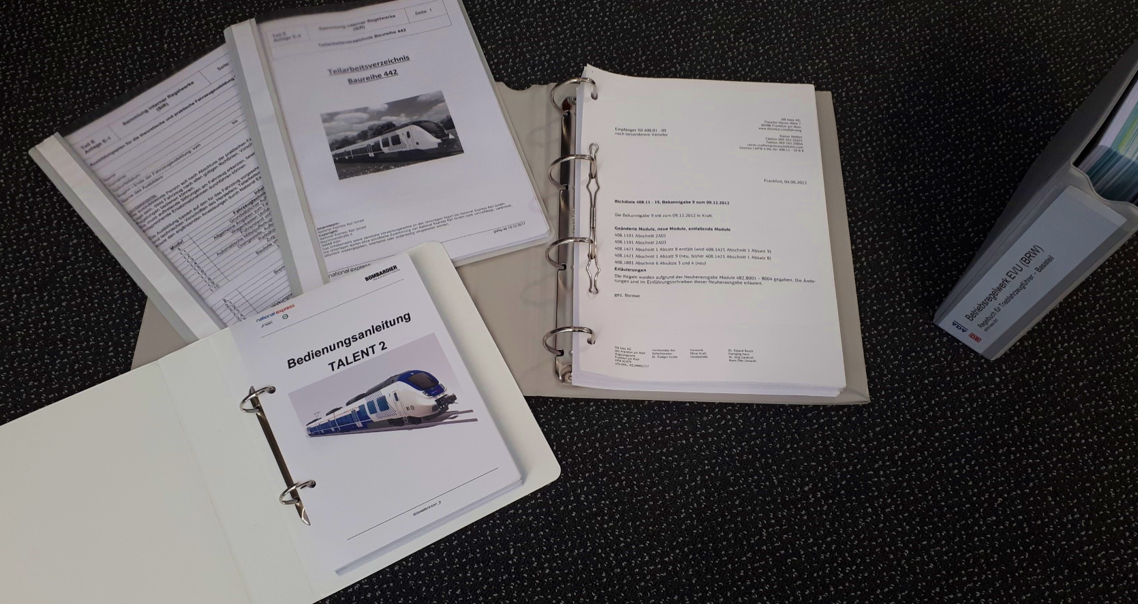
Meister für Bahnverkehr wenden nicht nur diverse Regelwerke an, sondern wirken bei der Erstellung und Änderung mit.

Zur Prüfung ist zuzulassen, wer die Anforderungen des § 54 in Verbindung mit § 53c des Berufsbildungsgesetzes erfüllt und Folgendes nachweist:
1. eine Abschlussprüfung in dem anerkannten Ausbildungsberuf als Eisenbahner im Betriebsdienst oder
2. eine Abschlussprüfung in einem sonstigen anerkannten Ausbildungsberuf und danach eine mindestens einjährige Berufspraxis oder
3. eine mindestens vierjährige Berufspraxis.[1]

### Fachrichtungsübergreifende Basisqualifikationen (BQ)
Im Prüfungsteil „Fachrichtungsübergreifende Basisqualifikationen“ ist in folgenden Prüfungsbereichen zu prüfen:
1. Rechtsbewusstes Handeln,
2. Betriebswirtschaftliches Handeln,
3. Anwendung von Methoden der Information, Kommunikation und Planung,
4. Zusammenarbeit im Betrieb,
5. Berücksichtigung naturwissenschaftlicher und technischer Gesetzmäßigkeiten.[1]

### Handlungsspezifische Qualifikationen (HQ)
Der Prüfungsteil „Handlungsspezifische Qualifikationen“ umfasst die Handlungsbereiche „Verkehrstechnik“, „Organisation“ sowie „Führung und Personal“. Es werden drei die Handlungsbereiche integrierende Situationsaufgaben unter Berücksichtigung der fachrichtungsübergreifenden Basisqualifikationen gestellt. Zwei der Situationsaufgaben sind schriftlich zu lösen, eine Situationsaufgabe ist Gegenstand eines situationsbezogenen Fachgespräches
Die Prüfungsdauer der schriftlichen Situationsaufgaben beträgt jeweils mindestens vier Stunden, insgesamt jedoch nicht mehr als zehn Stunden.
Die Handlungsbereiche enthalten folgende Qualifikationsschwerpunkte:
1. Handlungsbereich „Verkehrstechnik“:
  1. Technik der Verkehrsanlagen,
  2. Technik der Schienenfahrzeuge,
  3. Technik des Bahnbetriebes,
2. Handlungsbereich „Organisation“:
  1. Rechts- und Beförderungsgrundlagen für Eisenbahnen,
  2. Betriebliches Kostenwesen,
  3. Planungs-, Steuerungs- und Kommunikationssysteme im Bahnbetrieb,
  4. Arbeits- und Umweltschutz,
3. Handlungsbereich „Führung und Personal“:
  1. Personalführung,
  2. Personalentwicklung,
  3. Qualitätsmanagement.[1]